# Os pubis

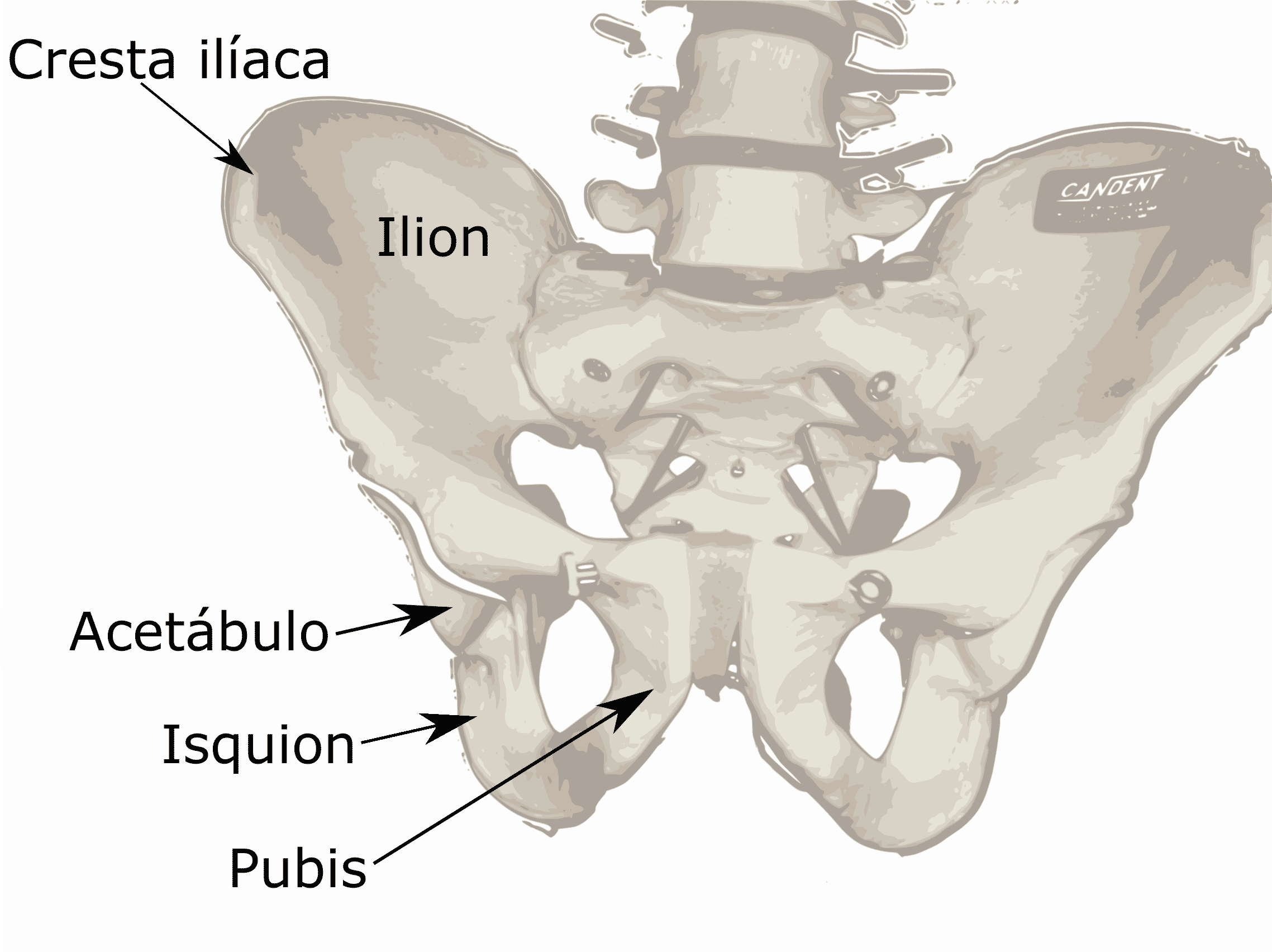
Localització del pubis a la zona de la pelvis

L'os pubis és una part anterior de l'os coxal, situat a la part frontal de la pelvis. Està format per:
- un cos anterior que s'uneix amb el cos de l'os pubis de l'altre costat, mitjançant la símfisi púbica;
- una branca superior que es continua amb l'os ili;
- una branca inferior que es continua amb l'os isqui.

Les dues branques del pubis delineen un triangle central, anomenat forat obturador. Les branques inferiors convergeixen en el cos del pubis formant un angle agut, que s'obre inferiorment (des de dins) amb vèrtex en la línia mitjana, quedant les tuberositats isquiàtiques a banda i banda.